# René Deutschmann
René Deutschmann (* 17. November 1951 in Straßburg) ist ein ehemaliger französischer Fußballspieler.

## Karriere
Deutschmann spielte in der Jugend für Racing Straßburg und rückte zur Saison 1969/70 in die erste Mannschaft auf, der er bis Saisonende 1983/84 angehörte. In diesem Zeitraum stieg er mit seiner Mannschaft zweimal (1970/71 und 1975/76) in die Division 2 ab. In der Division 1 bestritt er 304 Punktspiele, in denen er insgesamt zwölf Tore erzielte. Mit der – bis heute einzigen – Meisterschaft 1979 nahm er mit seiner Mannschaft auch am Europapokal der Landesmeister-Wettbewerb teil. Er bestritt alle Hin- und Rückspiele der 1. und 2. Runde, sowie die des Viertelfinales, in dem er mit seiner Mannschaft gegen den niederländischen Meister Ajax Amsterdam nach der 0:4-Niederlage im Rückspiel im Olympiastadion Amsterdam aus dem Wettbewerb ausschied; das Hinspiel im heimischen Stade de la Meinau war torlos geblieben. Ein Jahr zuvor kam er im UEFA-Pokal-Wettbewerb 1978/79 zum Einsatz. Mit der 0:2-Hinspielniederlage beim schwedischen Vertreter IF Elfsborg in der 1. Runde und den beiden Zweitrundenbegegnungen mit dem schottischen Vertreter Hibernian Edinburgh bestritt er drei Spiele.

## Erfolge
- Französischer Meister 1979

## Sonstiges
Im Jahr 2017 erlitt Deutschmann in Thailand einen Schlaganfall.